# Francisco Campos Coello
Francisco Campos Coello (Guayaquil, 24 de julio de 1841-Ibídem, 25 de abril de 1916) fue un escritor, educador, historiador y político ecuatoriano. Tras una formación clásica y religiosa en Europa, regresó a su ciudad natal, donde destacó como educador, periodista y funcionario público. Entre 1886 y 1888 ocupó la presidencia del Concejo Cantonal de Guayaquil, puesto que en la actualidad equivale a alcalde.
Durante su tiempo en la alcaldía de Guayaquil llevó a cabo el proceso para otorgar de agua potable a la ciudad, además de haber creado la Junta de Beneficencia de Guayaquil. Su labor incluyó la modernización del sistema educativo y la promoción de la ciencia. Además, incursionó en la literatura, dejando un legado de obras que incluyen la primera novela ecuatoriana de ciencia ficción.

## Biografía

### Primeros años y viaje a Europa
Francisco Campos nació en Guayaquil en 1841, hijo de una familia con profunda tradición cultural. Su padre, quien fuera abogado y político, y su madre, influyeron en su educación inicial. Cursó sus estudios en el colegio San Vicente del Guayas que después sería renombrado a Colegio Nacional Vicente Rocafuerte. Cuando tenía 17 años viajó por primera vez a Europa donde continuaría su educación con enfoque en los estudios clásicos y también de contenido religioso en el Colegio Americano de Roma, donde conoció al Papa Pío IX. Esta experiencia marcó su vida, manteniéndose como un católico practicante a pesar de las tensiones entre ciencia y fe de su época.

### Regreso a Ecuador
Campos Barrón era un joven criollo de aspecto distinguido y mente ávida. Estudió diversas materias e idiomas, recibiendo una excelente educación. Sin embargo no culminaría el doctorado en Medicina o Derecho. Antes de regresar a Ecuador, viajó por Italia, Suiza, Francia e Inglaterra, ampliando aún más sus horizontes culturales. Por otro lado mientras vivió en Europa, Campos Barrón se maravilló con la modernización de París y la industrialización de Inglaterra, especialmente de la ciudad de Londres, adquiriendo una visión amplia del progreso. Tras casi siete años, regresó a Guayaquil en 1863, donde empezaría a destacar, siendo identificado por Pedro Carbo quien lo nombró director de la Biblioteca Municipal de Guayaquil y profesor en el Colegio Seminario. Además participó activamente en la creación de la Junta Universitaria del Guayas y redactó el reglamento de la Facultad de Derecho. Posteriormente, asumió el rectorado del Colegio San Vicente, donde había también estudiado y fue profesor de Física y Astronomía, dos materias que no se habían desarrollado mucho hasta el momento en Ecuador. 

### Literatura y periodismo

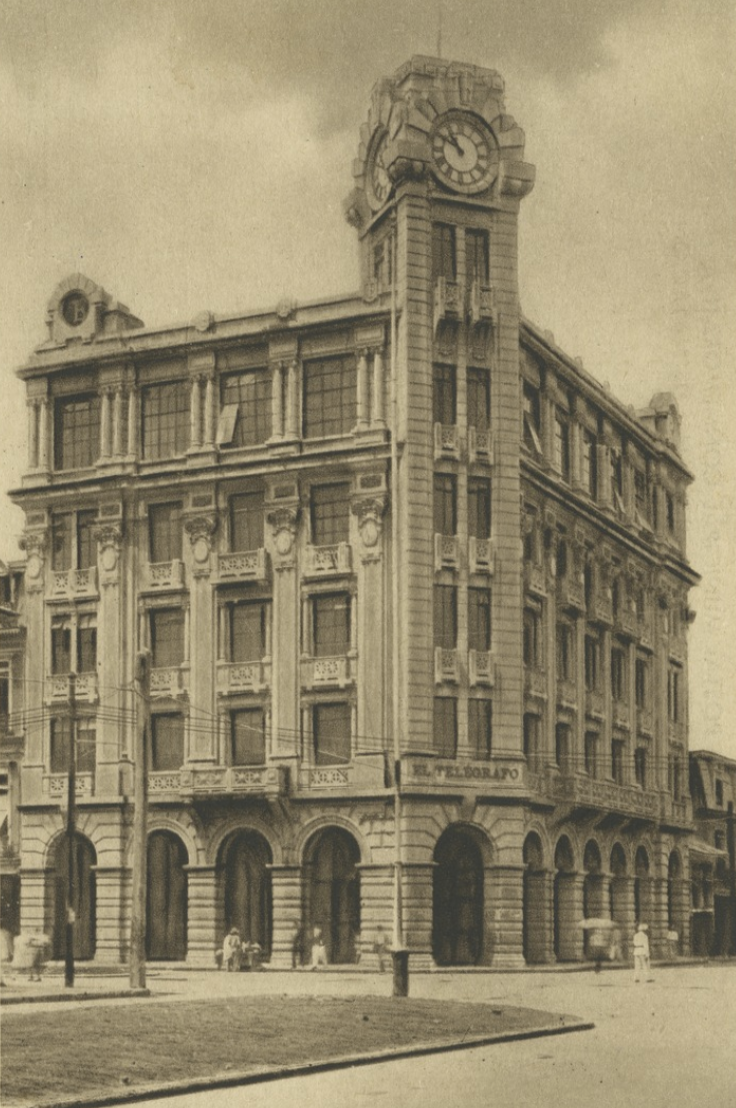
Diario El Telégrafo

Después publicó "Elementos de Física y Astronomía", colaboró en el periódico "Los Andes" con crónicas y leyendas, y escribió la novela hagiográfica "Plácido" considerada la tercera novela publicada en Ecuador.Su matrimonio con Manuela Rivadeneira Olvera fue feliz y prolífico. Además fue miembro de la Sociedad Humanitaria del Guayas y se involucró en el periodismo, dirigiendo "El Comercio de Guayaquil". Tras la salida de los jesuitas del Colegio San Vicente, asumió el rectorado y lideró la reinstalación de la Junta Universitaria de Guayaquil, impulsando la creación de la Facultad de Medicina.
Por otro lado, fue además un empresario, asociándose para operar los baños de mar del Estero Salado. También se dedicó a la escritura, publicando relatos de viajes y obras de carácter histórico y biográfico, como "Viaje por la Provincia de Guayaquil" y "Galería biográfica de hombres célebres ecuatorianos". En los años siguientes, colaboró con diversos medios y publicando obras como "De Guayaquil a Washington" y "Viajes por Inglaterra, Escocia e Irlanda". Tras la muerte de su padre, asumió el cargo de primer redactor en el diario "El Telégrafo", donde publicó su importante "Galería Biográfica". Después, en 1886, asumió la presidencia del Concejo Cantonal de Guayaquil, donde se dedicó a organizar el archivo histórico de la ciudad y a impulsar proyectos de modernización.

### Filantropía

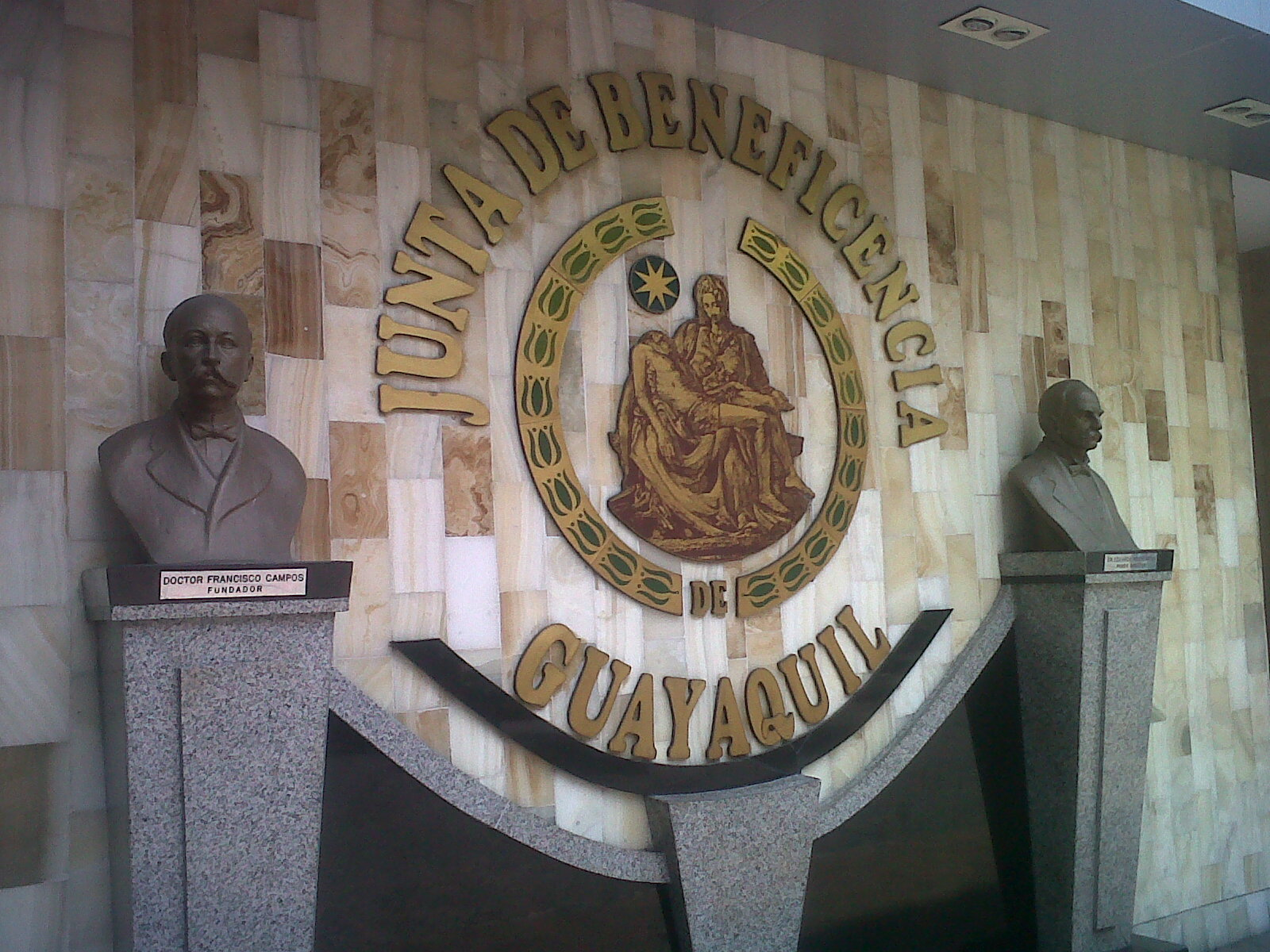
Junta de Beneficencia de Guayaquil

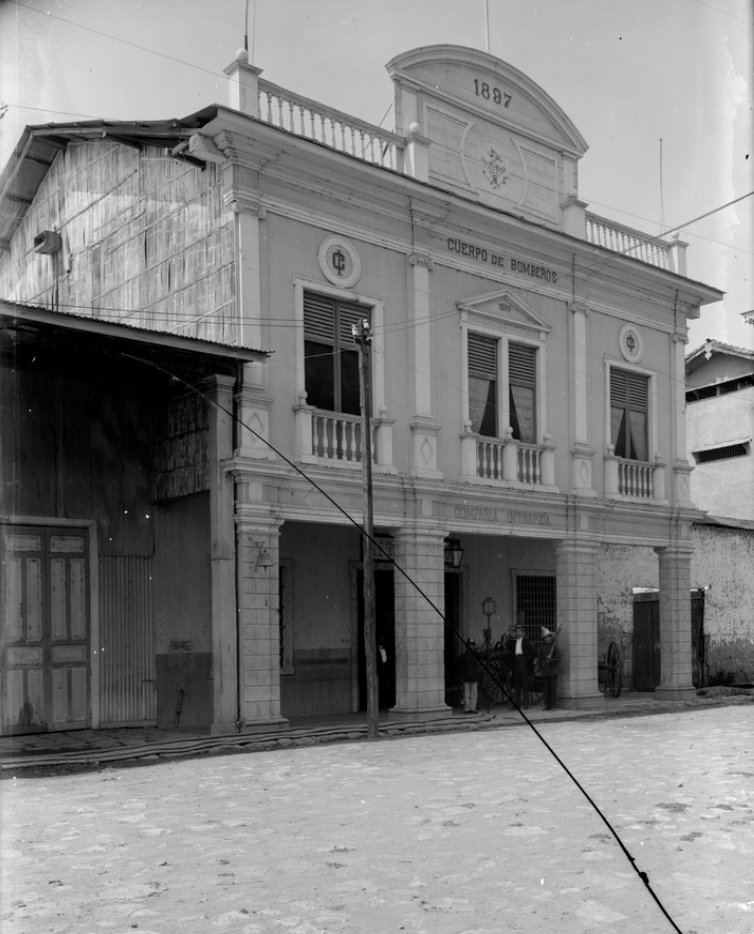
Companía número 5 del Cuerpo de bomberos de Guayaquil

A esto se suma la implementación del sistema de agua potable en Guayaquil. Lideró la búsqueda de fuentes de agua, obtuvo financiamiento, supervisó la instalación de la red de tuberías y los aljibes, logrando que el servicio fuera inaugurado en 1892. Además, promovió la construcción de un monumento en honor a la independencia de Guayaquil. Propuso la realización de un evento teatral para recaudar fondos y creó un comité que logró la aprobación del proyecto para erigir una columna conmemorativa.
Campos Barrón fue un impulsor de la Junta de Beneficencia en Guayaquil en 1887, una institución  que reemplazó a la Sociedad Humanitaria del Guayas y que administró hospitales y cementerios de la ciudad. Su gestión también se destacó por la publicación del "Informe del Presidente del I. Concejo Cantonal al Jefe Político", una obra considerada valiosa para la historia y la economía de Guayaquil.
En su etapa final, sirvió como consejero durante la presidencia de Antonio Flores Jijón y ocupó cargos importantes en el gobierno, como la Jefatura del cantón y el Ministerio de Hacienda, donde trabajó en proyectos como la conversión de la deuda externa y el desarrollo del ferrocarril. Tras renunciar a su cargo ministerial, Campos continuó su servicio público en Guayaquil, desempeñando roles en la Jefatura Política y la Visitaduría Fiscal. Además, dedicó tiempo a la Sociedad Protectora del Cuerpo de Bomberos de Guayaquil. 

### Ciencia ficción
En 1893 publicó por entregas en la revista El Globo Literario su novela La receta, relación fantástica, considerada la primera obra literaria ecuatoriana de ciencia ficción. La novela, dividida en seis capítulos, relata la historia de R., un hombre que descubre una receta para dormir y despertar 100 años en el futuro. De este modo logra transportarse al Guayaquil de finales del siglo XX, que se ha convertido en una sociedad utópica gracias a la implementación de ideas liberales de su época.
Su legado incluye también sus trabajos como escritor y erudito. Publicó el "Diccionario Geográfico y Biográfico Ecuatoriano" y colaboró en diversos medios de comunicación. De igual manera, su trabajo literario se extendió a novelas de carácter histórico como su libro "Compendio histórico de Guayaquil desde su fundación hasta el año de 1820". 

### Educación

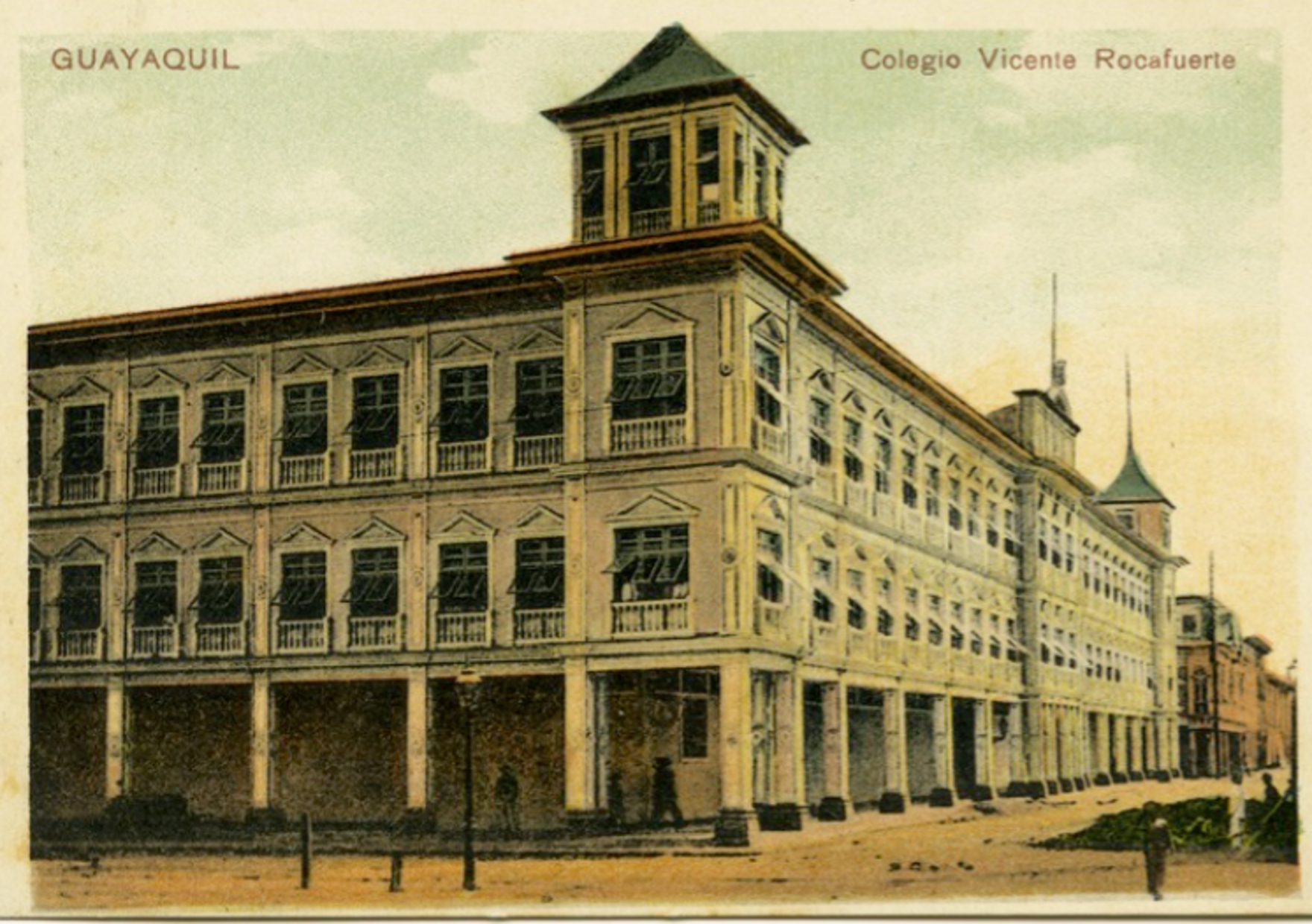
Colegio Nacional Vicente Rocafuerte, circa 1910

Campos tuvo una destacada participación en la política y la educación durante la Revolución Liberal en Ecuador. Fue llamado a ocupar el rectorado del Colegio San Vicente y, posteriormente, asumió el Ministerio de Instrucción Pública, aunque su paso por este cargo fue breve debido a diferencias ideológicas con el ala radical del gobierno. En su labor como rector, Campos impulsó la modernización del Colegio San Vicente, enfocándose en la enseñanza de las ciencias naturales y fundando museos y un observatorio meteorológico. También introdujo cambios en el plan de estudios, priorizando las clases científicas y experimentales sobre las prácticas religiosas tradicionales.
A pesar de las dificultades económicas, Campos  continuó su labor intelectual y periodística, editando el diario "El Cóndor". Sin embargo, un devastador incendio en 1899 destruyó el Colegio San Vicente, poniendo fin a su etapa como rector. Tras el incendio que destruyó el Colegio San Vicente, lideró la reconstrucción del plantel, que pasó a llamarse Colegio Nacional Vicente Rocafuerte. El nuevo edificio, inaugurado en 1901, contaba con modernas instalaciones. Ese mismo año, Campos renunció al rectorado y se unió a la Academia Ecuatoriana de la Lengua, donde publicó obras como "Viaje a Saturno".

### Últimos años
Durante los gobiernos de Leonidas Plaza y Lizardo García, Campos ocupó la Dirección de Estudios del Guayas. Sin embargo, tras el triunfo del alfarismo en 1906, se retiró de la vida pública. A pesar de su alejamiento de la política, continuó su labor intelectual, colaborando en diversas publicaciones culturales. Campos Barrón falleció en 1916, dejando un legado como un ilustre guayaquileño. Su funeral fue un evento multitudinario, y su memoria fue honrada con homenajes y la publicación de sus obras completas. Su contribución a la ciudad, especialmente en la dotación de agua potable y la creación de la Junta de Beneficencia Municipal, lo consolidó como una figura clave en la historia de Guayaquil.

## Análisis de su obra

### La ciencia y la ciencia ficción
A finales del siglo XIX, Francisco Campos Coello se destacó por sus escritos que fusionaban ciencia ficción y fantasía, siguiendo la linea de autores como Julio Verne. Sus "Narraciones fantásticas" (1894) y "Viaje a Saturno" (1901) exploraban mundos imaginarios y avances científicos, generando gran interés en su época. Además tuvo importantes contribuciones a la ciencia y la educación. Campos también se dedicó a la divulgación científica, publicando "Elementos de Física y Astronomía" (1869) y colaborando en revistas con crónicas y leyendas de corte científico. Además, ocupó cargos educativos, como el rectorado del Colegio San Vicente del Guayas, donde impulsó la enseñanza de estas disciplinas. Sobre su obra literaria, presenta una visión futurista de Guayaquil en su relato "La Receta" (1893), donde el autor imaginó una Guayaquil del futuro con avances tecnológicos como submarinos y tranvías, causando revuelo en la sociedad de la época. Esta visión futurista, plasmada en su obra, demostró su capacidad para proyectar el desarrollo de su ciudad. La originalidad de sus "Narraciones fantásticas" le valió el reconocimiento de sus contemporáneos, quienes fundaron la "Sociedad de Amantes de las Ciencias" en su honor. Su obra, que combinaba ciencia, fantasía y reflexión sobre la sociedad, dejó un legado importante en la literatura ecuatoriana.

### Investigaciones históricas
Por otro lado además de sus obras de ciencia ficción, el autor escribió sobre historia y biografías, como su "Galería biográfica de hombres célebres ecuatorianos" (1885) y Tradiciones y leyendas ecuatorianas (1911).Sin embargo en este ámbito su obra más importante es sin duda Compendio histórico de Guayaquil desde su fundación hasta el año de 1820 (1894)

## Obras

### Literatura
- Viajes por Inglaterra, Escocia e Irlanda (1885)
- A través de los Andes, leyenda histórica (1891) 90 pp.
- El Castillo de Mislis, novelina (1891)
- La receta, relación fantástica (1893) 107 pp.
- Narraciones Fantásticas (1894) 119 pp.
- Plácido (1896), 336 pp.
- Viaje a Saturno (1900) 80 pp.
- Tradiciones y leyendas Ecuatorianas (1911)

### Ciencia
- Elementos de Física y Astronomía (1878) 211 pp.
- Estudios sobre el Calendario (1891)

### Historia
- Narraciones Históricas (1871)
- Viaje por la provincia de Guayaquil (1877) 16 pp.
- Viaje de Guayaquil a Cuenca (1878) 94 pp.
- Galería Biográfica de Hombres Célebres Ecuatorianos (1885), 111 pp.
- Un Cuadro Histórico Sobre los Concilios Ecuménicos (1891)
- Compendio histórico de Guayaquil desde su fundación hasta el año de 1820 (1894) 256 pp.[23]

### Ensayos e informes
- A la memoria del Dr. Francisco X. Aguirre Abad (1885), 11 pp.
- Programas de Instrucción secundaria que sostendría en certamen público la señorita Aurelia Palmieri (1893)
- Informe de labores (1900) 29 pp.
- Misceláneas (1903) 105 pp.